# Sila Samayangalil
Sila Samayangalil è un film del 2016 diretto da Priyadarshan.

## Trama
Per capire se sono affetti o meno da Aids, sette persone danno il loro campione di sangue per il test. Innervositi per l'attesa, corrompono un tecnico del laboratorio per anticipare i tempi. Uno di loro risulterà positivo, senza sapere chi è dei sette, creando tra loro preoccupazione ed ansia.